# École de Ferrare

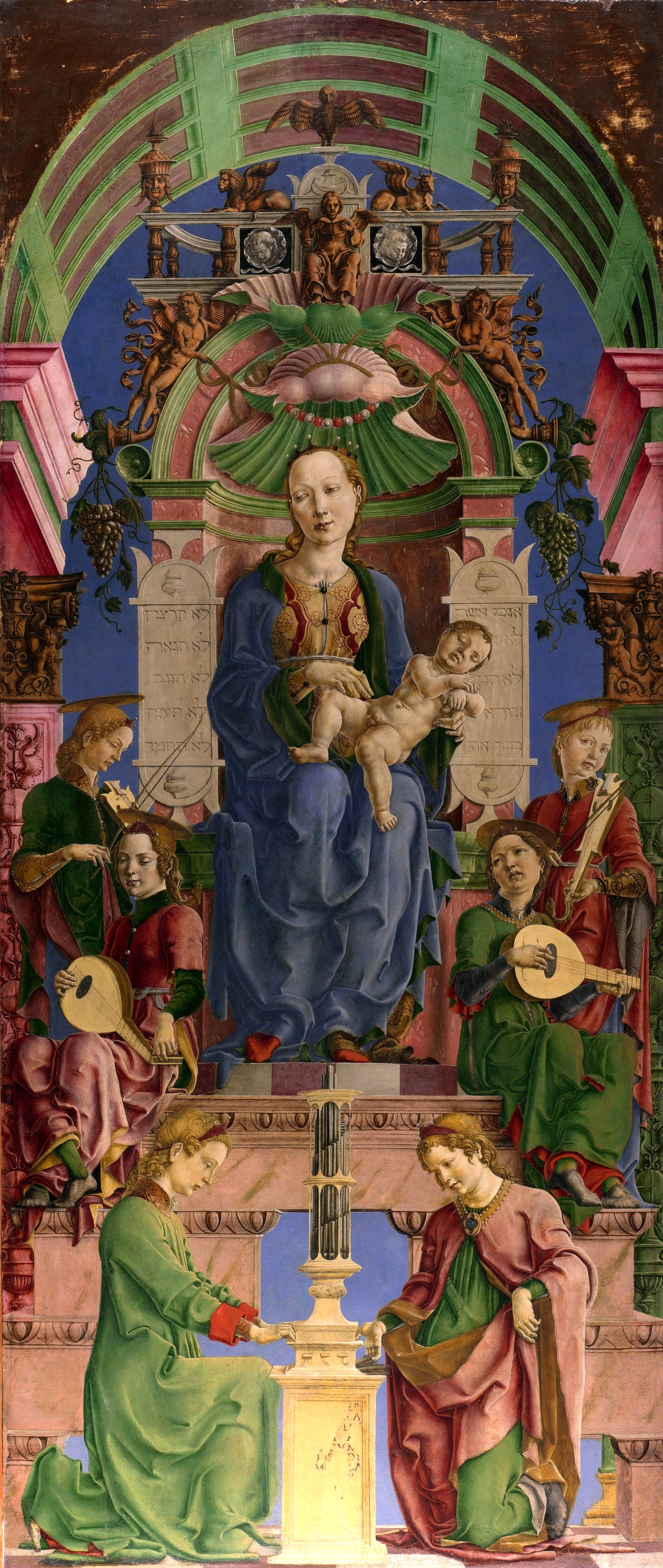
Cosmè Tura (v. 1430-1495)
Vierge à l'enfant

L'école de Ferrare est l'une des écoles italiennes de peinture et de gravure qui ont vu le jour pendant la Renaissance italienne. Centre culturel actif, notamment illustré par L'Arioste et par Le Tasse, et capitale de la seigneurie d'Este, Ferrare est annexée aux États pontificaux en 1598.

## Histoire
L'école de Ferrare naît auprès de la maison d'Este à Ferrare, qui soutient les arts dès le XVe siècle. Sous Nicolas III d'Este (1393-1441) et ses trois fils, Lionel (1441-1450), Borso (1450-1471), et Hercule Ier (1471-1505), la cité de Ferrare a connu une expansion et un éclat remarquables, nourrissant une population d'artisans doués et actifs. Ce mécénat s'accroît avec Hercule Ier. La famille continue jusqu'à Alphonse II d'Este, mort sans héritier en 1597. Le duché est alors annexé par les forces papales et autrichiennes.
De la fin du XIVe siècle jusque vers 1440 prévaut à Ferrare le gothique international, alors répandu à travers toute l'Europe. Ses derniers représentants en Italie du nord, Pisanello et Jacopo Bellini, se rendent à Ferrare à l'appel de la famille Este dans les années 1440. Antonio Alberti, né à Ferrare, représente ce courant mais travaille plutôt en dehors de cette ville, notamment à Urbino.
Le style nouveau de la Renaissance apparait entre Padoue et Venise avec l'arrivée d'artistes toscans tels Andrea del Castagno (1422), Paolo Uccello (1423-31 et 1445), Filippo Lippi (1434) et surtout Donatello (1443) dont le séjour de dix ans à Padoue a des répercussions dans toute la région. Andrea Mantegna, au début de sa carrière à Padoue, est l'un des premiers artistes d'Italie septentrionale qui s'exprime selon le style moderne. À la fin des années 1450, Ferrare renforce ses liens avec Padoue en accueillant Mantegna ainsi que le flamand Rogier Van der Weyden, qui y fait une halte au cours de son voyage en Italie. Piero della Francesca, passant à Ferrare en 1449, apporte le sens des figures sculpturales alors que l'influence de Francesco Squarcione et de Mantegna jouait sur le goût de Cosmè Tura pour les ornements les plus divers, pour le pathétique et l'insolite.
Les peintres ferrarais de la seconde moitié du XVe siècle, Cosmè Tura, Francesco del Cossa et Ercole de' Roberti savent trouver une manière bien à eux, dont on ne trouve pas l'équivalent dans les autres foyers artistiques italiens. Corps et visages émaciés, expressions extatiques et douloureuses, ces peintres poussent à l'extrême les modèles de Bellini ou de Mantegna. Ils cultivent le raffinement, recherchent des effets de reliefs inquiétants, des couleurs stridentes. 

## Style
Son  style évoluera dans le temps en subissant les influences des artistes des villes et des régions voisines : Mantoue, Venise, la Lombardie, Florence et surtout Bologne.
Du fait de la position géographique de la ville, le courant artistique vénitien, fondé sur une riche palette de couleurs, s'y combine avec un dessin solidement structuré, caractéristique de la production d'Italie centrale. L'étude directe de Titien et de Raphaël permit aux principaux artistes de Ferrare de peindre des œuvres puissamment évocatrices, qui portent cependant une attention soutenue aux détails. La présence d'ateliers affirmés, dont le principal tait celui du Benvenuto Tisi dit Il Garofalo, contribua à la diffusion d'un goût subtil et raffiné.

## Principaux représentants

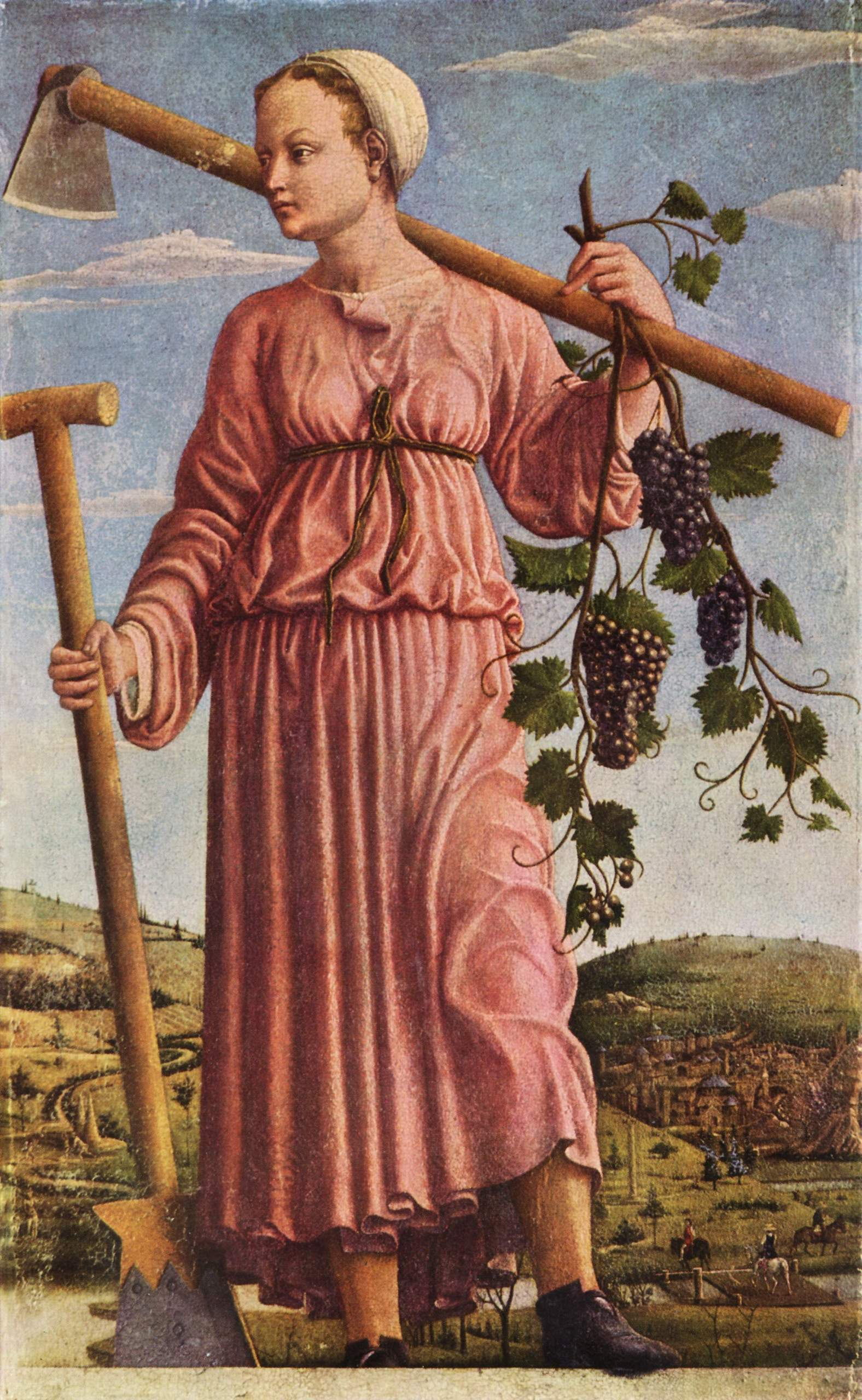
Francesco del Cossa
(v. 1436-1477/78)
Le Printemps (la muse Polyhymnia)

### Peintres antérieurs
- Gelasio di Niccolò (it)[5], considéré toutefois comme mythique par Roberto Longhi[6]
- Cristoforo da Ferrara (milieu du XIVe siècle - début du XVe siècle)
- Antonio Alberti (fin XVe siècle - 1449)
- Galasso Galassi (actif entre 1450 et 1488)

### XVesiècle
- Cosmè Tura (1430? - 1495)
- Francesco del Cossa (Ferrare, v. 1436- Bologne, 1477/78)
- Ercole de' Roberti (1451 circa - 1496)
- Vicino da Ferrara, nom désignant un peintre qui correspond peut-être à Baldassare d'Este
- Lorenzo Costa (Ferrare, 1460 - Mantoue, 5 marzo 1535)
- Boccaccio Boccaccino
- Domenico Panetti
- Giovanni Battista Benvenuti (dit aussi l'Ortolano Ferrarese) (1490-1525)
- Ercole Grandi
- Ludovico Mazzolino
- Michele Coltellini ou Cortellini  (1480 - 1542)
- Bono da Ferrara (Ferrare 1442 -  1461).

### XVIesiècle
- Niccolò Pisano

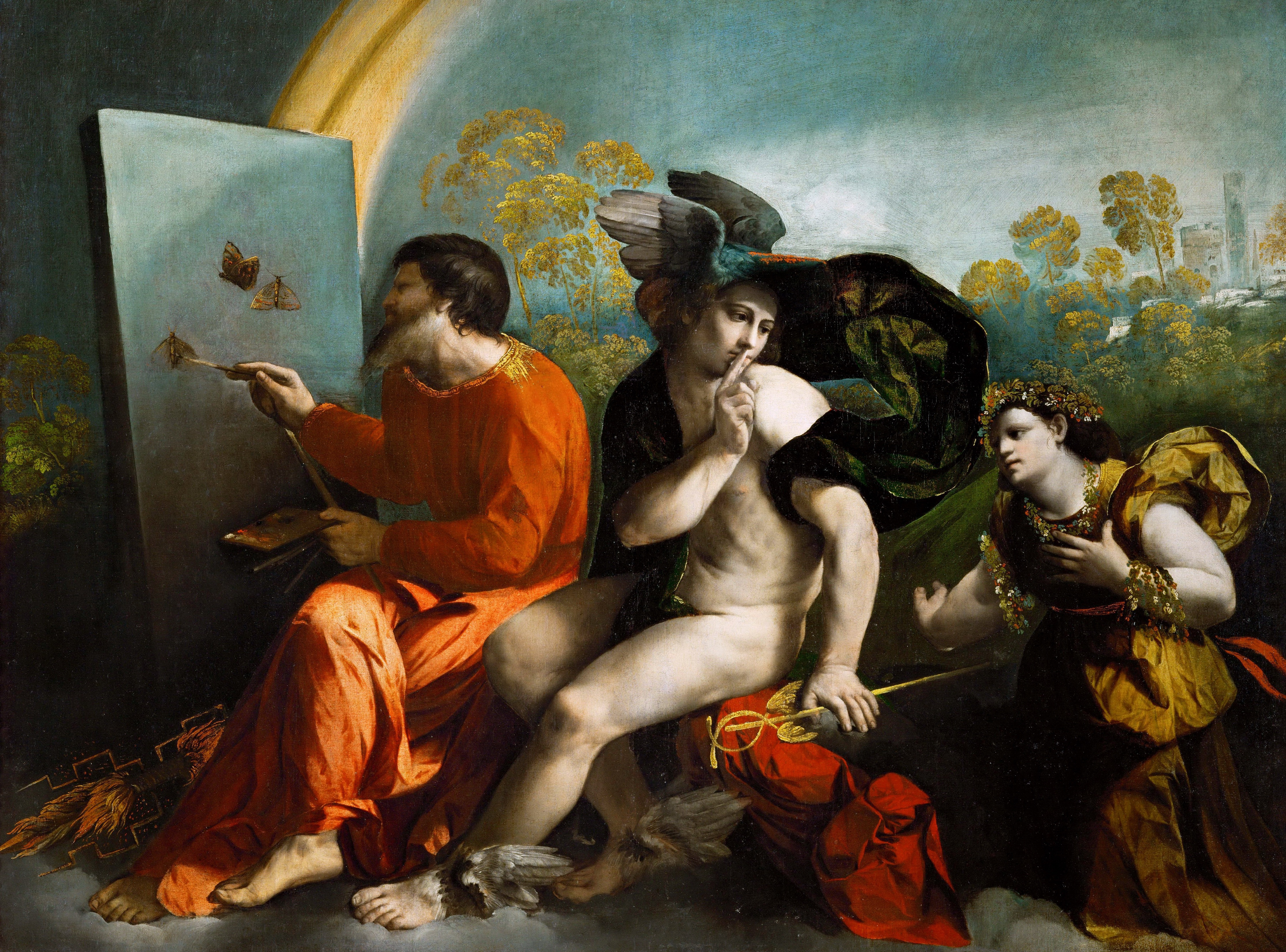
Dosso Dossi, (v. 1490-1542)
Jupiter, Mercure et la Vertu (1522-24)

- Dosso Dossi (v. 1490-1542) et  Battista Dossi  (après 1490-1548)
- Girolamo da Carpi
- Benvenuto Tisi da Garofalo dit Il Garofalo (Ferrare, 1481 - Ferrara, 6 septembre 1559)
- Ludovico Mazzolino (1480 circa - 1530 circa)
- Sigismondo Scarsella
- Ippolito Scarsella dit le Scarsellino
- Carlo Bononi actif aussi à Bologne et Mantoue (1569 - 1632)
- Sebastiano Filippi  dit Bastianino (1532 circa - 1602)
- Camillo Ricci
- Domenico Mona
- Gaspare Venturini
- Giovanni Andrea Ghirardoni
- Giovanni Paolo Grazzini
- Jacopo Bambini
- Giulio Cromer

### XVIIeet XVIIIesiècles

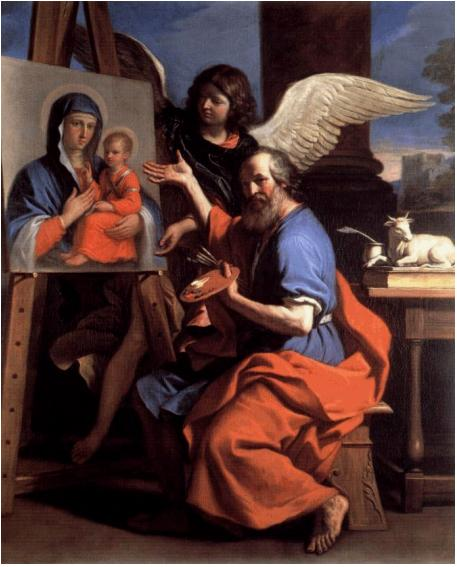
Le Guerchin
Saint Luc

- Carlo Bononi (actif aussi à Bologne et Mantoue)
- Alfonso Rivarola
- Giovanni Battista della Torre
- Camillo Berlinghieri
- Ippolito Caselli
- Francesco Naselli
- Ercole Sarti
- Giovan Francesco Barbieri Guercino dit le Guerchin (1591-1666)
- Paolo Antonio Barbieri
- Benedetto Genari il vecchio
- Cesare Gennari
- Giuseppe Caletti
- Ludovico Lana
- Francesco Costanzo Cattaneo
- Giuseppe Bonati
- Giuseppe Avanzi
- Orazio e Cesare Mornasi
- Francesco e Antonio Ferrari
- Francesco Scala
- Maurelio Scanavini
- Giacomo Parolini
- Giuseppe Zola
- Giovanni Francesco Braccioli
- Antonio Contri
- Giuseppe Ghedini
- Giovanni Monti
- Alberto Muchiatti
- Giuseppe Santi
- Giovanni Masi